# Marmagne (Saona e Loira)
Marmagne è un comune francese di 1 292 abitanti situato nel dipartimento della Saona e Loira nella regione della Borgogna-Franca Contea.

## Società

### Evoluzione demografica
Abitanti censiti